# Хронологія участей країн у пісенному конкурсі «Євробачення»
Нижче наведено хронологія участей країн у пісенному конкурсі «Євробачення».
| Рік  | Країна-господар | Дата            | Усього | Дебюти                                                                    | Повернення                                                                   | Залишили конкурс                                                                  | Переможець                                      |
| ---- | --------------- | --------------- | ------ | ------------------------------------------------------------------------- | ---------------------------------------------------------------------------- | --------------------------------------------------------------------------------- | ----------------------------------------------- |
| 1956 | Швейцарія       | 24 травня       | 12/7   | 7: Бельгія, Італія, Люксембург, Нідерланди, Німеччина, Франція, Швейцарія | —                                                                            | —                                                                                 | Швейцарія                                       |
| 1957 | Німеччина       | 3 березня       | 10     | 3: Австрія, Велика Британія, Данія                                        | —                                                                            | —                                                                                 | Нідерланди                                      |
| 1958 | Нідерланди      | 12 березня      | 10     | 1: Швеція                                                                 | —                                                                            | 1: Велика Британія                                                                | Франція                                         |
| 1959 | Франція         | 11 березня      | 11     | 1: Монако                                                                 | 1: Велика Британія                                                           | 1: Люксембург                                                                     | Нідерланди                                      |
| 1960 | Велика Британія | 29 березня      | 13     | 1: Норвегія                                                               | 1: Люксембург                                                                | —                                                                                 | Франція                                         |
| 1961 | Франція         | 18 березня      | 16     | 3: Іспанія, Фінляндія, Югославія                                          | —                                                                            | —                                                                                 | Люксембург                                      |
| 1962 | Люксембург      | 18 березня      | 16     | —                                                                         | —                                                                            | —                                                                                 | Франція                                         |
| 1963 | Велика Британія | 23 березня      | 16     | —                                                                         | —                                                                            | —                                                                                 | Данія                                           |
| 1964 | Данія           | 21 березня      | 16     | 1: Португалія                                                             | —                                                                            | 1: Швеція                                                                         | Італія                                          |
| 1965 | Італія          | 20 березня      | 18     | 1: Ірландія                                                               | 1: Швеція                                                                    | —                                                                                 | Люксембург                                      |
| 1966 | Люксембург      | 5 березня       | 18     | —                                                                         | —                                                                            | —                                                                                 | Австрія                                         |
| 1967 | Австрія         | 8 квітня        | 17     | —                                                                         | —                                                                            | 1: Данія                                                                          | Велика Британія                                 |
| 1968 | Велика Британія | 6 квітня        | 17     | —                                                                         | —                                                                            | —                                                                                 | Іспанія                                         |
| 1969 | Іспанія         | 29 березня      | 16     | —                                                                         | —                                                                            | 1: Австрія                                                                        | Велика Британія Іспанія Нідерланди Франція      |
| 1970 | Нідерланди      | 21 березня      | 12     | —                                                                         | —                                                                            | 4: Норвегія, Португалія, Фінляндія, Швеція                                        | Ірландія                                        |
| 1971 | Ірландія        | 3 квітня        | 18     | 1: Мальта                                                                 | 5: Австрія, Норвегія, Португалія, Фінляндія, Швеція                          | —                                                                                 | Монако                                          |
| 1972 | Велика Британія | 25 березня      | 18     | —                                                                         | —                                                                            | —                                                                                 | Люксембург                                      |
| 1973 | Люксембург      | 7 квітня        | 17     | 1: Ізраїль                                                                | —                                                                            | 2: Австрія, Мальта                                                                | Люксембург                                      |
| 1974 | Велика Британія | 6 квітня        | 17     | 1: Греція                                                                 | —                                                                            | 1: Франція                                                                        | Швеція                                          |
| 1975 | Швеція          | 22 березня      | 19     | 1: Туреччина                                                              | 2: Мальта, Франція                                                           | 1: Греція                                                                         | Нідерланди                                      |
| 1976 | Нідерланди      | 3 квітня        | 18     | —                                                                         | 2: Австрія, Греція                                                           | 3: Мальта, Туреччина, Швеція                                                      | Велика Британія                                 |
| 1977 | Велика Британія | 7 травня        | 18     | —                                                                         | 1: Швеція                                                                    | 1: Югославія                                                                      | Франція                                         |
| 1978 | Франція         | 22 квітня       | 20     | —                                                                         | 2: Данія, Туреччина                                                          | —                                                                                 | Ізраїль                                         |
| 1979 | Ізраїль         | 31 березня      | 19     | —                                                                         | —                                                                            | 1: Туреччина                                                                      | Ізраїль                                         |
| 1980 | Нідерланди      | 19 квітня       | 19     | 1: Марокко                                                                | 1: Туреччина                                                                 | 2: Ізраїль, Монако                                                                | Ірландія                                        |
| 1981 | Ірландія        | 4 квітня        | 20     | 1: Кіпр                                                                   | 2: Ізраїль, Югославія                                                        | 2: Італія, Марокко (назавжди)                                                     | Велика Британія                                 |
| 1982 | Велика Британія | 24 квітня       | 18     | —                                                                         | —                                                                            | 2: Греція, Франція                                                                | Німеччина                                       |
| 1983 | Німеччина       | 23 квітня       | 20     | —                                                                         | 3: Греція, Італія, Франція                                                   | 1: Ірландія                                                                       | Люксембург                                      |
| 1984 | Люксембург      | 5 травня        | 19     | —                                                                         | 1: Ірландія                                                                  | 2: Греція, Ізраїль                                                                | Швеція                                          |
| 1985 | Швеція          | 4 травня        | 19     | —                                                                         | 2: Греція, Ізраїль                                                           | 2: Нідерланди, Югославія                                                          | Норвегія                                        |
| 1986 | Норвегія        | 3 травня        | 20     | 1: Ісландія                                                               | 2: Нідерланди, Югославія                                                     | 2: Греція, Італія                                                                 | Бельгія                                         |
| 1987 | Бельгія         | 9 травня        | 22     | —                                                                         | 2: Греція, Італія                                                            | —                                                                                 | Ірландія                                        |
| 1988 | Ірландія        | 30 квітня       | 21     | —                                                                         | —                                                                            | 1: Кіпр                                                                           | Швейцарія                                       |
| 1989 | Швейцарія       | 6 травня        | 22     | —                                                                         | 1: Кіпр                                                                      | —                                                                                 | Югославія                                       |
| 1990 | Югославія       | 5 травня        | 22     | —                                                                         | —                                                                            | —                                                                                 | Італія                                          |
| 1991 | Італія          | 4 травня        | 22     | —                                                                         | 1: Мальта                                                                    | 1: Нідерланди                                                                     | Швеція                                          |
| 1992 | Швеція          | 9 травня        | 23     | —                                                                         | 1: Нідерланди                                                                | —                                                                                 | Ірландія                                        |
| 1993 | Ірландія        | 15 травня       | 25     | 3: Боснія і Герцеговина, Словенія, Хорватія                               | —                                                                            | 1: Югославія (назавжди)                                                           | Ірландія                                        |
| 1994 | Ірландія        | 30 квітня       | 25     | 7: Естонія, Литва, Польща, Росія, Румунія, Словаччина, Угорщина           | —                                                                            | 7: Бельгія, Данія, Ізраїль, Італія, Люксембург, Словенія, Туреччина               | Ірландія                                        |
| 1995 | Ірландія        | 13 травня       | 23     | —                                                                         | 5: Бельгія, Данія, Ізраїль, Словенія, Туреччина                              | 7: Естонія, Литва, Нідерланди, Румунія, Словаччина, Фінляндія, Швейцарія          | Норвегія                                        |
| 1996 | Норвегія        | 18 травня       | 23     | —                                                                         | 5: Естонія, Нідерланди, Словаччина, Фінляндія, Швейцарія                     | 5: Данія, Ізраїль, Німеччина, Росія, Угорщина                                     | Ірландія                                        |
| 1997 | Ірландія        | 3 травня        | 25     | —                                                                         | 5: Данія, Італія, Німеччина, Росія, Угорщина                                 | 3: Бельгія, Словаччина, Фінляндія                                                 | Велика Британія                                 |
| 1998 | Велика Британія | 9 травня        | 25     | 1: Північна Македонія                                                     | 5: Бельгія, Ізраїль, Румунія, Словаччина, Фінляндія                          | 6: Австрія, Боснія і Герцеговина, Данія, Ісландія, Італія, Росія                  | Ізраїль                                         |
| 1999 | Ізраїль         | 29 травня       | 23     | —                                                                         | 5: Австрія, Боснія і Герцеговина, Данія, Ісландія, Литва                     | 7: Греція, Північна Македонія, Румунія, Словаччина, Угорщина Фінляндія, Швейцарія | Швеція                                          |
| 2000 | Швеція          | 13 травня       | 24     | 1: Латвія                                                                 | 5: Північна Македонія, Росія, Румунія, Фінляндія, Швейцарія                  | 5: Боснія і Герцеговина, Литва, Польща, Португалія, Словенія                      | Данія                                           |
| 2001 | Данія           | 12 травня       | 23     | —                                                                         | 6: Боснія і Герцеговина, Греція, Литва, Польща, Португалія, Словенія         | 7: Австрія, Бельгія, Кіпр, Північна Македонія, Румунія, Фінляндія, Швейцарія      | Естонія                                         |
| 2002 | Естонія         | 25 травня       | 24     | —                                                                         | 7: Австрія, Бельгія, Кіпр, Північна Македонія, Румунія, Фінляндія, Швейцарія | 6: Ірландія, Ісландія, Нідерланди, Норвегія, Польща, Португалія                   | Латвія                                          |
| 2003 | Латвія          | 24 травня       | 26     | 1: Україна                                                                | 6: Ірландія, Ісландія, Нідерланди, Норвегія, Польща, Португалія              | 5: Данія, Литва, Північна Македонія, Фінляндія Швейцарія                          | Туреччина                                       |
| 2004 | Туреччина       | 12/15 травня    | 36     | 4: Албанія, Андорра, Білорусь, Сербія та Чорногорія                       | 6: Данія, Литва, Монако, Північна Македонія, Фінляндія, Швейцарія            | —                                                                                 | Україна                                         |
| 2005 | Україна         | 19/21 травня    | 39     | 2: Болгарія, Молдова                                                      | 1: Угорщина                                                                  | —                                                                                 | Греція                                          |
| 2006 | Греція          | 18/20 травня    | 37     | 1: Вірменія                                                               | —                                                                            | 3: Австрія, Сербія та Чорногорія (назавжди), Угорщина                             | Фінляндія                                       |
| 2007 | Фінляндія       | 10/12 травня    | 42     | 4: Грузія, Сербія, Чехія, Чорногорія                                      | 2: Австрія, Угорщина                                                         | 1: Монако (назавжди)                                                              | Сербія                                          |
| 2008 | Сербія          | 20/22/24 травня | 43     | 2: Азербайджан, Сан-Марино                                                | —                                                                            | 1: Австрія                                                                        | Росія                                           |
| 2009 | Росія           | 12/14/16 травня | 42     | —                                                                         | 1: Словаччина                                                                | 2: Грузія, Сан-Марино                                                             | Норвегія                                        |
| 2010 | Норвегія        | 25/27/29 травня | 39     | —                                                                         | 1: Грузія                                                                    | 4: Андорра (назавжди), Угорщина, Чехія, Чорногорія                                | Німеччина                                       |
| 2011 | Німеччина       | 10/12/14 травня | 43     | —                                                                         | 4: Австрія, Італія, Сан-Марино, Угорщина                                     | —                                                                                 | Азербайджан                                     |
| 2012 | Азербайджан     | 22/24/26 травня | 42     | —                                                                         | 1: Чорногорія                                                                | 2: Вірменія, Польща                                                               | Швеція                                          |
| 2013 | Швеція          | 14/16/18 травня | 39     | —                                                                         | 1: Вірменія                                                                  | 4: Боснія і Герцеговина, Португалія, Словаччина (назавжди), Туреччина (назавжди)  | Данія                                           |
| 2014 | Данія           | 6/8/10 травня   | 37     | —                                                                         | 2: Польща, Португалія                                                        | 4: Болгарія, Кіпр, Сербія, Хорватія                                               | Австрія                                         |
| 2015 | Австрія         | 19/21/23 травня | 40     | 1: Австралія                                                              | 3: Кіпр, Сербія, Чехія                                                       | 1: Україна                                                                        | Швеція                                          |
| 2016 | Швеція          | 10/12/14 травня | 42     | —                                                                         | 4: Болгарія, Боснія і Герцеговина, Україна, Хорватія                         | 2: Португалія, Румунія                                                            | Україна                                         |
| 2017 | Україна         | 9/11/13 травня  | 42     | —                                                                         | 2: Португалія, Румунія                                                       | 2: Боснія і Герцеговина, Росія                                                    | Португалія                                      |
| 2018 | Португалія      | 8/10/12 травня  | 43     | —                                                                         | 1: Росія                                                                     | —                                                                                 | Ізраїль                                         |
| 2019 | Ізраїль         | 14/16/18 травня | 41     | —                                                                         | —                                                                            | 2: Болгарія, Україна                                                              | Нідерланди                                      |
| 2020 | Нідерланди      | 12/14/16 травня | 41     | —                                                                         | 2: Болгарія, Україна                                                         | 2: Угорщина (назавжди), Чорногорія                                                | Конкурс не відбувся через пандемію коронавірусу |
| 2021 | Нідерланди      | 18/20/22 травня | 39     | —                                                                         | —                                                                            | 2: Білорусь (дискваліфікація), Вірменія                                           | Італія                                          |
| 2022 | Італія          | 10/12/14 травня | 40     | —                                                                         | 2: Вірменія, Чорногорія                                                      | 1: Росія (дискваліфікація)                                                        | Україна                                         |
| 2023 | Велика Британія | 9/11/13 травня  | 37     | —                                                                         | —                                                                            | 3: Болгарія, Північна Македонія, Чорногорія                                       | Швеція                                          |
| 2024 | Швеція          | 7/9/11 травня   | 37     | —                                                                         | 1: Люксембург                                                                | 2: Румунія, Нідерланди (дискваліфікація)                                          | Швейцарія                                       |
| 2025 | Швейцарія       | 13/15/17 травня | 37     | —                                                                         | 1: Чорногорія                                                                | 1: Молдова                                                                        | Австрія                                         |

Найбільше перемог отримали Ірландія та Швеція - по 7 разів. З початку ХХІ століття здобули більше однієї перемоги лише  Австрія - двічі, Україна та Швеція - тричі . Найбільше останніх місць посіла Норвегія - 11 разів. Найбільше участей на конкурсі брала Німеччина - 68 разів із 69.